# Australian Open 1969
L'Australian Open 1969 è stata la 57ª edizione dell'Australian Open e prima prova stagionale dello Slam per il 1969. Si è disputato dal 20 al 27 gennaio sui campi in erba del Milton Courts di Brisbane in Australia. È stata la prima edizione "Open" del torneo, alla quale partecipavano cioè sia i tennisti dilettanti sia i professionisti.

## Risultati

### Singolare maschile
Rod Laver ha battuto in finale  Andrés Gimeno con il punteggio di 6–3, 6–4, 7–5

### Singolare femminile
Margaret Court ha battuto in finale  Billie Jean King con il punteggio di 6–4, 6–1

### Doppio maschile
Rod Laver /  Roy Emerson hanno battuto in finale  Ken Rosewall /  Fred Stolle con il punteggio di 6–4, 6–4

### Doppio femminile
Margaret Court /  Judy Tegart Dalton hanno battuto in finale  Rosemary Casals /  Billie Jean King con il punteggio di 6–4, 6–4

### Doppio misto
Margaret Court /  Marty Riessen e  Ann Haydon Jones /  Fred Stolle hanno condiviso il titolo